# Bückeburg
Bückeburg is een gemeente in de Duitse deelstaat Nedersaksen, gelegen in de Landkreis Schaumburg. De stad telt 19.351 inwoners.

## Stadsdelen, bevolkingscijfers
Bückeburg bestaat uit de volgende stadsdelen:
- Bückeburg-stad (Kernstadt), met circa 13.000 inwoners
- Achum, een dorpje met minder dan 200 inwoners ten noordoosten van de stad en ten noorden van de militaire vliegbasis
- Bergdorf, een dorp met ca. 750 inwoners ten zuidoosten van de stad, bij de heuvelrug Harrl
- Cammer, een dorp met ca. 750 inwoners ten noordwesten van de stad, bij het productiebosgebied Schaumburger Wald
- Evesen met circa 3.700 inwoners, ten westen en noordwesten van de stad, grenzend aan Dankersen, gemeente Minden; nader onderverdeeld in, van noord naar zuid:
  - Berenbusch (550 inw.), met een houtverwerkende industrie, die een kleine eigen binnenhaven aan het Mittellandkanaal heeft;
  - Nordholz (bijna 200)
  - Evesen-dorp (350), aan de spoorlijn; direct ten westen van Evesen liggen enkele door grind- en zandwinning ontstane meren, waaronder de door een dammetje in tweeën verdeelde Gevattersee; direct ten zuiden van deze meren strekt zich het Schaumburger Wald  uit.
  - Petzen (ruim 1.100)
  - Röcke (1.500), direct ten westen van Bückeburg-stad en ten noorden van de Bundesstraße 65, die hier het karakter van een autosnelweg heeft.
- Meinsen-Warber (1.500), enkele kilometers ten noorden van de stad;  Meinsen en Warber waren tot 2006 twee aparte Ortsteile.
- Müsingen (500), ten noordoosten van de stad; het ligt tussen het industrieterrein en de militaire vliegbasis.
- Rusbend (ruim 650), 7 km ten noorden van de stad, 5 km ten noordoosten van Berenbusch, met aan het Mittellandkanaal een haventje voor o.a. de plaatselijke roeivereniging; met inbegrip van het landgoed Baum en het gehucht Hackshorst.
- Scheie, (ruim 500), direct ten noorden van de stad en een afrit van de hier op een autosnelweg lijkende Bundesstraße 65.

### Wapensvan de stadsdelen (voor zover zij er één hebben)

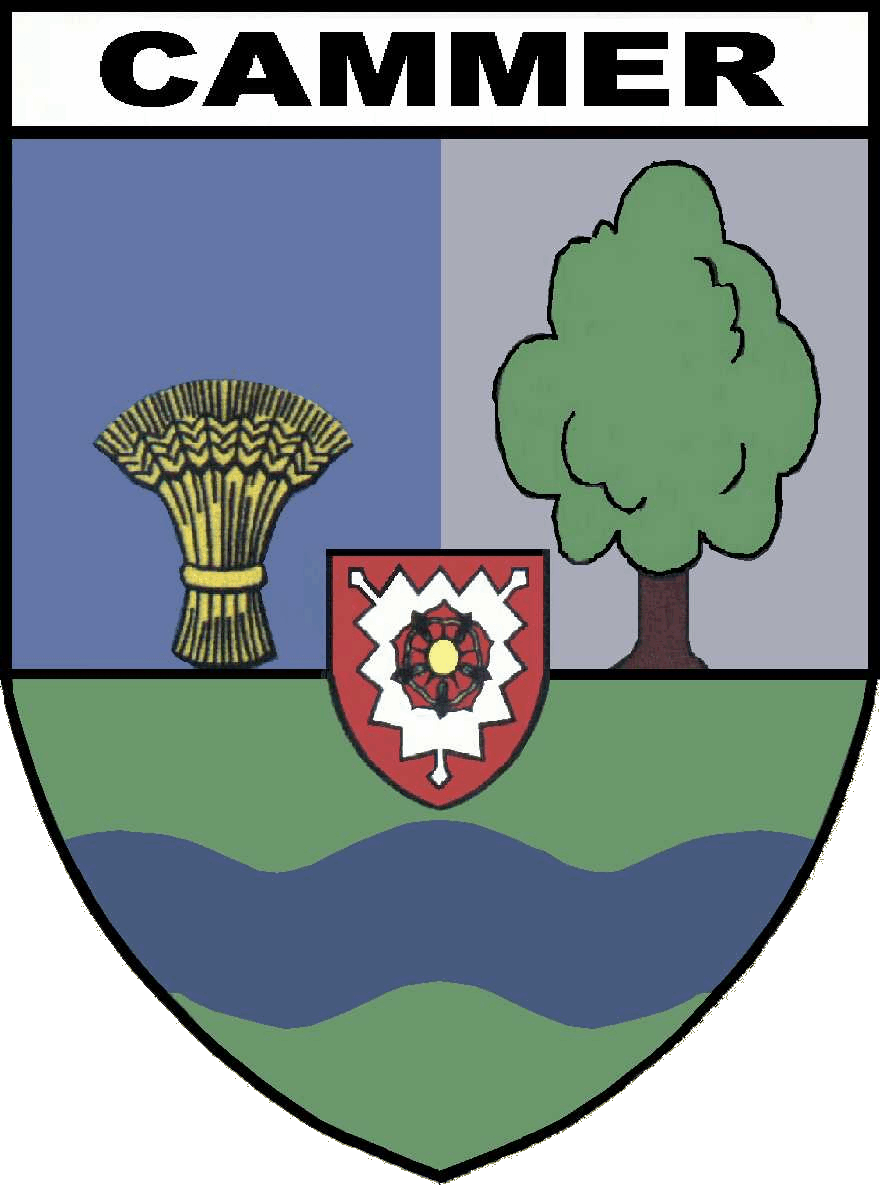
Wapen Cammer
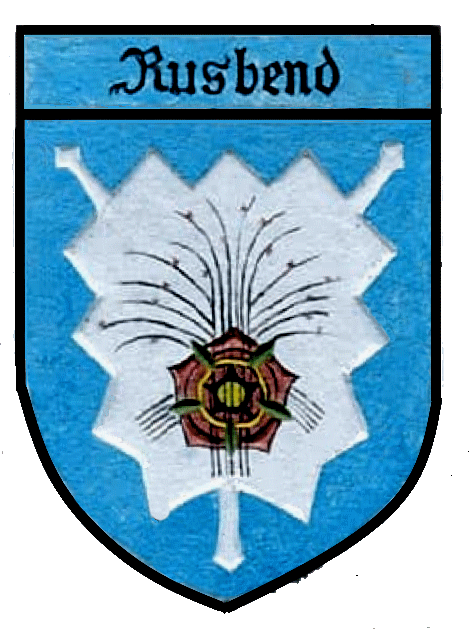
Wapen Rusbend

## Ligging en infrastructuur
De gemeente ligt in het overgangsgebied van de Noord-Duitse Laagvlakte en de middelgebergtes (Wezerbergland). Het hoogste punt van de gemeente is de heuvel Harrl (211 meter boven zeeniveau), waarop de uitzichttoren Idaturm staat. Bückeburg ligt in een nationaal park dat de naam Naturpark Weserbergland Schaumburg-Hameln draagt.
De Bückeberg is een heuvelrug die enige kilometers verder oostwaarts ligt, voorbij Bad Eilsen.

### Naburige gemeenten
Bückeburg ligt niet ver ten oosten van Minden. Naburige gemeenten zijn verder onder andere:
- in Nedersaksen: Obernkirchen, de Samtgemeinde Niedernwöhren, de Samtgemeinde Nienstädt, Samtgemeinde Eilsen, iets verder oostelijk Auetal, en iets verder zuidelijk Rinteln;
- in Noordrijn-Westfalen: van noord naar zuid Petershagen, Minden en Porta Westfalica.

### Wegverkeer
Belangrijke hoofdverkeerswegen zijn de van west (Osnabrück) naar oost (Hannover) lopende Bundesstraße 65. Ten westen van Bückeburg takt hiervan de Bundesstraße 83 af. Deze loopt zuidoostwaarts richting de Samtgemeinde Eilsen, waar de dichtstbijzijnde Autobahnaansluiting (afrit 35 van de A2 bij Bad Eilsen) is, en verder naar Hamelen. Direct ten westen van stadsdeel Cammer loopt op Mindener grondgebied van noord naar zuid  de Bundesstraße 482.

### Trein en bus

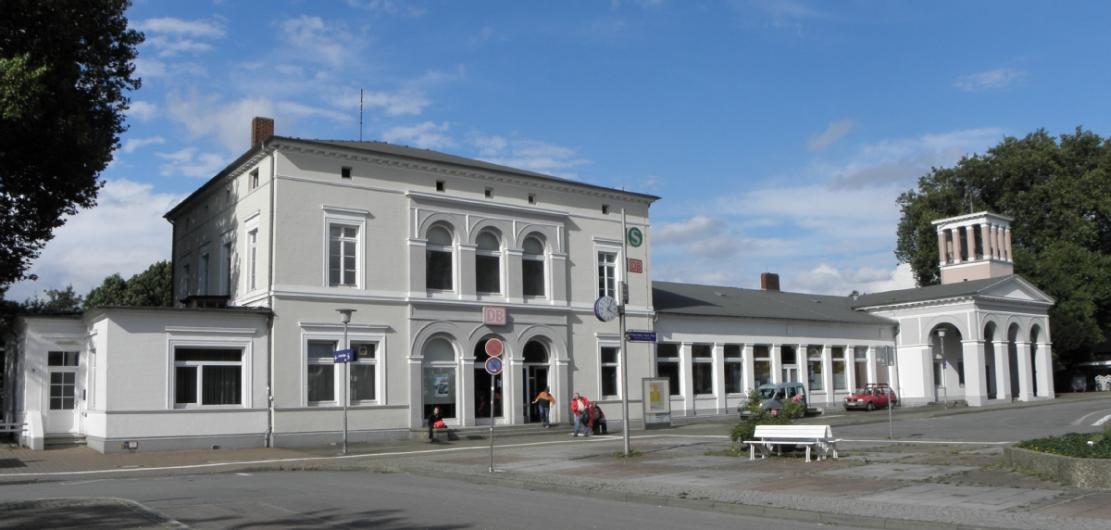
Station
Lijnennetkaart S-Bahn Hannover. Bückeburg ligt linksmidden op de kaart aan lijn S1.

Het in 1848 geopende Station Bückeburg ligt aan de Spoorlijn Hannover - Hamm en wordt ook door lijn S1 van de S-Bahn van Hannover bediend. Het stationsgebouw staat onder monumentenzorg.
Met Minden en Stadthagen bestaan streekbusverbindingen. De bussen, die ook enkele van de bij de stad behorende dorpen aandoen, rijden in de spitsuren tamelijk frequent, maar rijden niet na 20.00 's avonds, en in de weekends slechts enkele malen per dag.

### Waterlopen

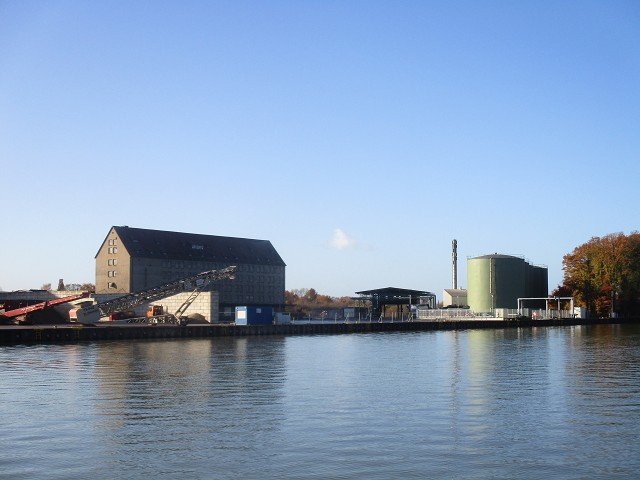
Binnenhaventje van Bückeburg-Berenbusch

Ten noorden van het centrum loopt het Mittellandkanaal door het stadsgebied van Bückeburg. Bij stadsdeel Berenbusch is een kleine binnenhaven aanwezig (zonder apart zijkanaal). Ook bij Rusbend, 5 km oostelijker, is een aanlegplaats voor vrachtschepen en een haventje voor boten van de plaatselijke roeivereniging.
De westelijke buurgemeenten liggen alle drie aan de Wezer.
De Bückeburger Aue, een 39 km lange zijbeek van de Wezer, ontspringt bij Bad Eilsen en stroomt dwars door de gemeente Bückeburg. Deze beek en haar kleine zijbeken zijn hier en daar, vanwege zeldzame vogels en vissen, die er voorkomen, van ecologisch belang. Bevaarbaar zijn deze watertjes niet.

## Economie

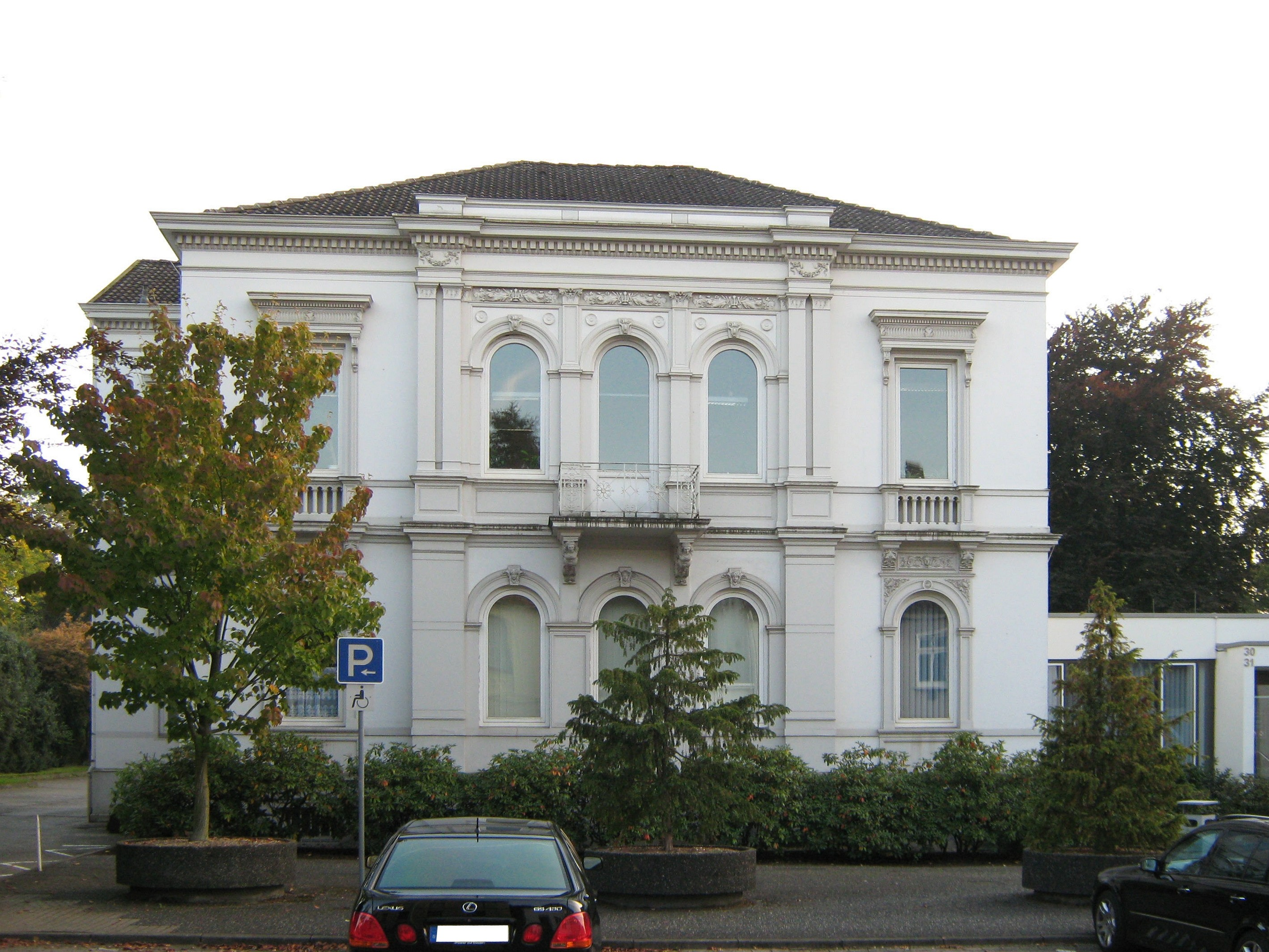
Kantoor Staatsgerichtshof

In de stad is, o.a. op het industrieterrein aan de oostrand van de stad, enige gevarieerde industrie gevestigd; van meer dan regionaal belang zijn een (ten westen van de stad staande) worst- en vleeswarenfabriek met 800 werknemers, en een fabriek van plasticfolie, -laminaat en stickers en aanverwante gecombineerde papier-plasticproducten met in 2017 circa 250 werknemers.
Binnen de dienstensector verdient, naast de hierna beschreven militaire basis, het Niedersächsische Staatsgerichtshof vermelding. Dit gerechtshof kan gemeentelijke en deelstaatsbeslissingen toetsen aan de grondwet van de deelstaat Nedersaksen en eventueel nietig verklaren. Daarnaast is in de stad nog een Landesgericht en een Amtsgericht gevestigd.
Op onderwijsgebied beschikt de stad over (filialen van) enige kleine hogere beroepsopleidingen, waaronder een vakopleiding voor de fysiotherapie en aanverwante disciplines.
Vanwege de culturele bezienswaardigheden en het natuurschoon in de omgeving is ook het toerisme niet zonder betekenis.

## Geschiedenis
In de prehistorie was het gebied rondom het huidige Bückeburg slechts sporadisch bewoond. Het landschap bestond in het eerste millennium van de jaartelling uit overwegend moerassig, deels bebost, terrein. Tussen 800 en 1000 bestond hier een Saksische gouw Bucki of Bukkigau.

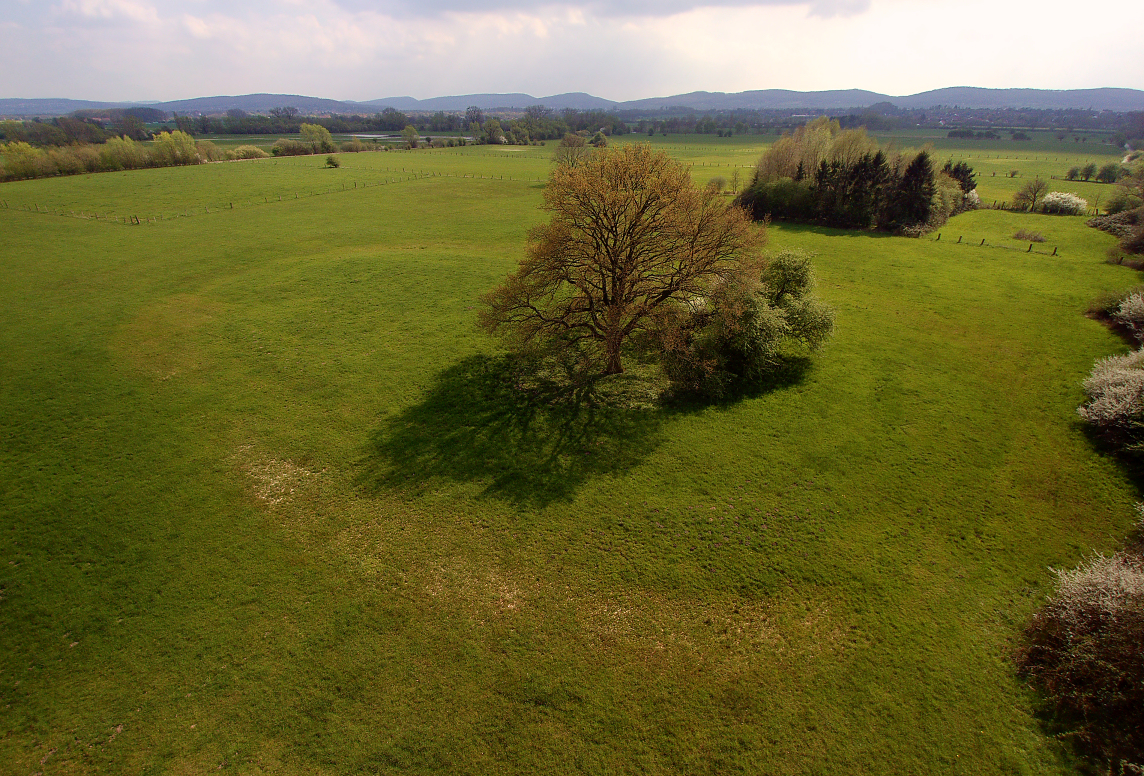
Locatie Hus Aren
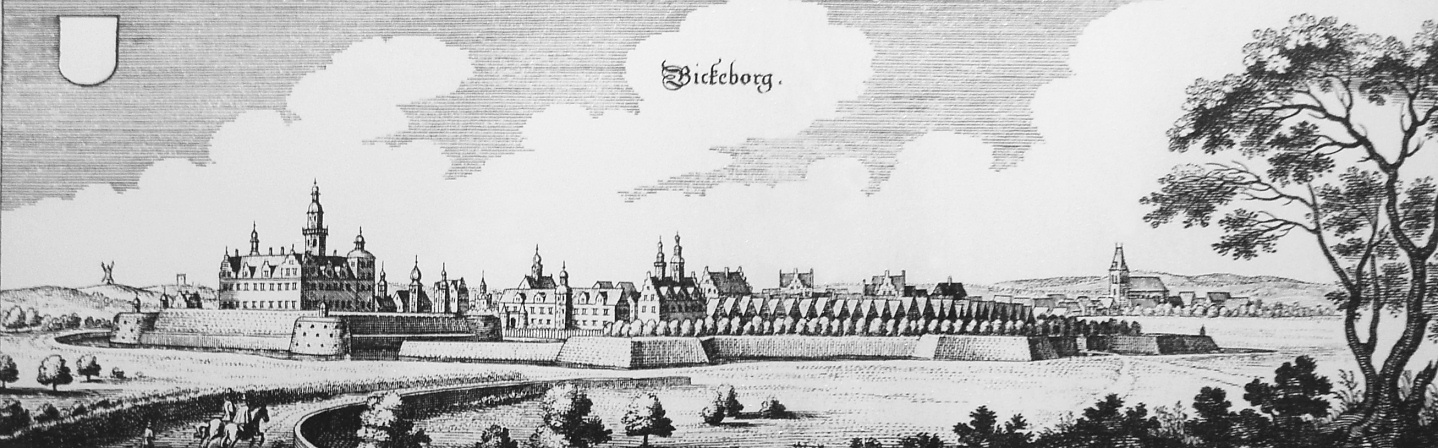
Bückeburg in 1654, links het slot

In de 12e eeuw bestond ten westen van het stadje, tussen Nordholz en Petzen, een kasteel Hus Aren. Hier resideerde een adellijke familie met de naam Von Arnheim, in het dialect: Arnhem. De burcht is in 1302 verwoest toen de graven van Schaumburg de macht overnamen. Er bestaat nagenoeg zeker geen verband tussen dit geslacht en de Nederlandse stad Arnhem. De locatie van Hus Aren is tussen 1995 en 2013 archeologisch onderzocht; de talrijke daarbij gedane, middeleeuwse vondsten, waaronder een zwaard en vergulde delen van stijgbeugels, zijn in het bezit van het streekmuseum van Bückeburg.
Bückeburg zelf dankt zijn bestaan aan het in 1302 gebouwde Kasteel Bückeburg. In 1365 verkreeg het rondom dit omgrachte, aan een oude handelsroute gelegen kasteel ontstane dorp Bukkiborg  de status van vlek, d.w.z. tussen dorp en stad in.
Bückeburg behoorde aanvankelijk tot het graafschap Schaumburg. In 1609 kreeg de plaats stadsrechten van graaf Ernst zu Holstein-Schaumburg. Hiermee begon de bloeiperiode van Bückeburg. Het werd in 1640 residentiestad van het graafschap Schaumburg-Lippe. Dat had de vestiging van welvarende hovelingen in Bückeburg tot gevolg. Het graafschap werd in 1807 een vorstendom, in 1918 een vrijstaat en het ging in 1946 op in Nedersaksen. De vorsten, die geen politieke macht meer hebben, resideren nog steeds in het Slot Bückeburg, een van de vroegste Duitse barokkastelen. Hun hof was met name in de 18e eeuw een centrum van muziek, literatuur en andere cultuuruitingen, dat een uitstraling tot ver buiten de regio had.
Sinds 1847 is Bückeburg op het spoorwegnet aangesloten; een jaar later werd het station geopend. Dit was het begin van de Industriële Revolutie in deze streek, zij het, dat Bückeburg in de eerste plaats een bestuurs- en ambtenarencentrum bleef; fabrieken en mijnen ontstonden in de omliggende stadjes.
De eerste helft van de 20e eeuw was een periode van economische achteruitgang in Bückeburg. De NSDAP van Adolf Hitler had in de jaren 1930 relatief veel aanhang in het stadje. Tijdens het Derde Rijk was de vervolging van de joden er ook fanatiek. Van de 71 joden, die niet tijdig wisten te emigreren, overleefden slechts 5 de shoah. In de Tweede Wereldoorlog, in het vierde kwartaal van 1944, werd Bückeburg, waar kazernes waren, driemaal door de geallieerden gebombardeerd. Bij de eerste twee luchtaanvallen vielen telkens enkele tientallen doden. Op 7 april 1945 namen de oprukkende geallieerde troepen de stad onder artillerievuur. De volgende dag capituleerden de Duitsers in Bückeburg.
Er volgde een periode van gebrek en armoede, want talrijke daklozen en  zgn. Heimatvertriebene, Duitse vluchtelingen van elders, zochten een onderkomen in het relatief weinig beschadigde Bückeburg. Een tragisch dieptepunt deed zich eind 1946 voor. Een uit veetransportwagens bestaande trein, omstreeks 16 december vertrokken in het na de oorlog aan Polen toegewezen Breslau, arriveerde op 23 december te Bückeburg. In de trein zaten 1.543 mensen, onder wie meer dan 1.100 bejaarden en kinderen. De onverwarmde trein moest, omdat de spoorlijnen nog oorlogsschade hadden, regelmatig stoppen, vaak bij strenge vorst. Na aankomst te Bückeburg bleken 70 mensen in de trein te zijn verhongerd of doodgevroren.
Na 1950 volgde een periode van stadsuitbreiding; aanvankelijk waren ook een aantal kleine fabrieken in uiteenlopende branches te Bückeberg gevestigd. In 1970 had de stad meer dan 21.000 inwoners; daarna trad tot plm. 1990 weer een achteruitgang in.

## Militaire activiteiten
Reeds vóór de Tweede Wereldoorlog, en wel sedert 1867, waren er te Bückeburg kazernes aanwezig. In de nazi-periode werd de muziekschool van het stadje door het leger geconfisqueerd en tot Heeresmusikschule omgevormd. Ook jongens, die nog niet op de leeftijd voor militaire dienst waren, konden daar muziekles krijgen. Twee beroemde populaire musici hebben er tijdens de Tweede Wereldoorlog als tiener enige tijd gestudeerd: Hans Blum en James Last. De legermuziekschool hield met de verovering van Bückeburg door de geallieerden, in april 1945, op te bestaan.

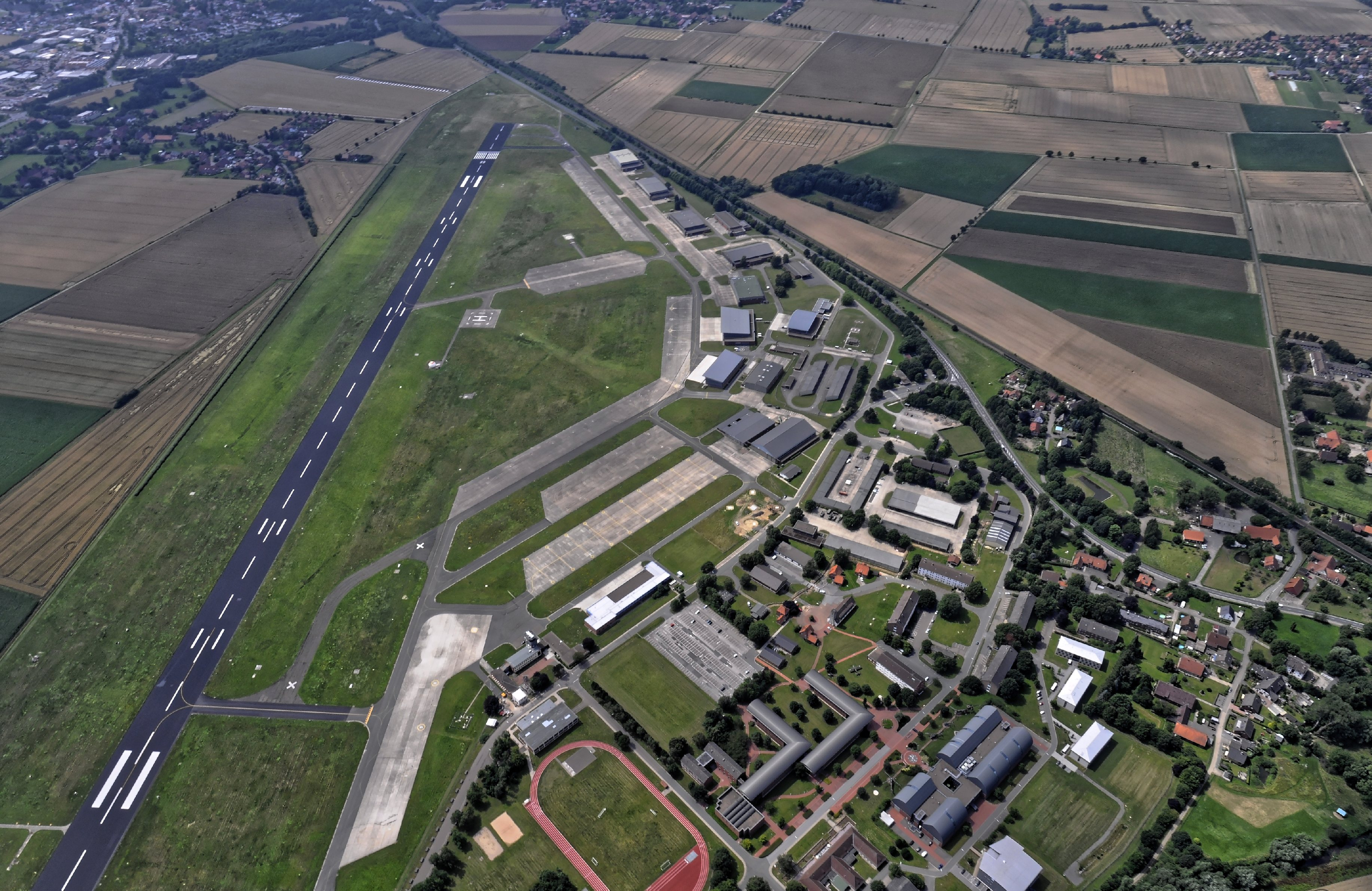
Het militaire vliegveld (2015)

Te Bückeburg is sedert 1959 gevestigd het sinds 2015 zo geheten Internationale Hubschrauberausbildungszentrum (IntHubschrAusbZ;) Engels: International Helicopter Training Centre, afgekort: IHTC. Dit is een opleidingsschool van de Bundeswehr en de Franse strijdkrachten voor aspirant-helikopterpiloten. Men kan hier onder andere de militaire helikopters Eurocopter EC-135, NH90 en Eurocopter Tiger leren vliegen.
Dit centrum is gesitueerd op de militaire vliegbasis van de stad. Deze draagt de naam Heeresflugplatz Bückeburg. Het militaire vliegveld heeft de ICAO-code	ETHB. De geografische coördinaten luiden: 52° 16′ 43″ noorderbreedte en 9° 4′ 56″ oosterlengte. Het ligt op 70 m (230 ft) hoogte boven zeeniveau. 
De basis ligt 4 km ten noordoosten van de stad Bückeburg. De start- en landingsbaan is 1.832 m lang en 45 m breed en is geasfalteerd.
De basis is door de Britse Royal Air Force na de Tweede Wereldoorlog in 1946 op een voormalige Fliegerhorst van de Luftwaffe ingericht, en in 1958 aan de Duitse Bundeswehr overgedragen. In 1949 zijn er nog Britse bevoorradingsvliegtuigen, die deelnamen aan de Berlijnse luchtbrug, opgestegen.
Ook in stadsdeel Röcke is een kazerne en een klein oefenterrein van de Bundeswehr.

## Zangkoren
De stadjes Bückeburg en Obernkirchen zijn wereldwijd bij muziekliefhebbers bekend geworden door hun zangkoren.
In 1949 werd in het naburige Obernkirchen  door de dames Edith Möller en Erna Pielsticker het, voor een deel uit oorlogsweeskinderen bestaande,  kinder- en jeugdkoor Schaumburger Märchensänger opgericht. Een oudere broer van Edith, Friedrich Wilhelm Möller, was een veelzijdig musicus en had zich direct na de Tweede Wereldoorlog met zijn muziek populair gemaakt bij de Britse bezettingstroepen. Het zangkoor voerde muzikale bewerkingen van sprookjes uit, en bereikte al spoedig een hoog artistiek niveau, wat leidde tot succesvolle optredens in o.a. Engeland (vanaf 1949), en, in juli 1953, bij de internationale Eisteddfod in Llangollen, Wales. Daar zong het koor, onder de naam Obernkirchen Children’s Choir als toegift een (door F.W. Möller van een nieuwe, vrolijke melodie en een vrolijk refrein voorziene) versie van het volksliedje Der fröhliche Wanderer, dat later in het Engels als The happy wanderer bekend werd. Het koor uit Obernkirchen won het zangkoorconcours, en o.a. door de live-radiouitzendingen door de BBC en een opname van het liedje op een 78-toeren-grammofoonplaat, toen nog een standaard-geluidsdrager, werd de uitvoering (in het Duits!) van dit liedje een hit. De Schaumburger Märchensänger waren op slag wereldberoemd geworden. Er volgden in de jaren tot 1975 tournees door o.a. de Verenigde Staten en optredens in het bijzijn van belangrijke staatshoofden en in tv-programma's zoals de bekende Amerikaanse Ed Sullivan Show.
Met de opbrengsten van de optredens kon het koor, waarvan veel leden geen eigen dak boven het hoofd hadden, omstreeks 1956 verhuizen naar een gebouwencomplex met eigen zang- en muziekschool in de stad Bückeburg. Na de dood van dirigente Edith Möller in 1975 ontstonden, soms conflictueuze, discussies over de toekomst van het koor. Dit leidde tot twee afsplitsingen. Maar de Schaumburger Märchensänger bestaan nog steeds met twee kinderkoren, een jongerenkoor (14-24-jarigen) en een veelzijdige muziekschool, met de nadruk op een klassiek, jazz-, folk- en volksliedjesrepertoire.
De eerste afsplitsing was het in 1975 opgerichte, en inmiddels statutair naar Obernkirchen verhuisde, Schütte-Chor, dat naar de oprichter en dirigent/manager Jürgen Schütte heet. Het koor voert naast klassiek repertoire onder andere gospelmuziek en negrospirituals uit. Er worden contacten met musici uit Tanzania onderhouden. Het Schütte-Chor treedt vaak op in het sticht van Obernkirchen en kasteel Bückeburg. Ook dit koor behaalde, met name in de periode tot 2008, enige grote, internationale successen.
De tweede afsplitsing, in 1980, deed het Schaumburger Jugendchor ontstaan, dat zich mede op zangonderricht in spelletjesvorm aan kleine kinderen vanaf 3 jaar richt. Ook het jongerenkoor (Konzertchor) van dit gezelschap heeft al diverse succesvolle optredens buiten Duitsland gekend. Het heeft geen eigen gebouwen e.d.; repetities vinden vaak in klaslokalen van basisscholen plaats. Het Schaumburger Jugendchor is officieel te Bückeburg gevestigd.

#### Heren van Schaumburg(-Lippe)

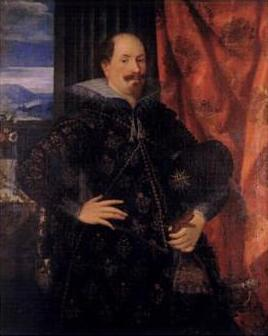
Graaf Ernst van Schaumburg (1621)

## Foto's

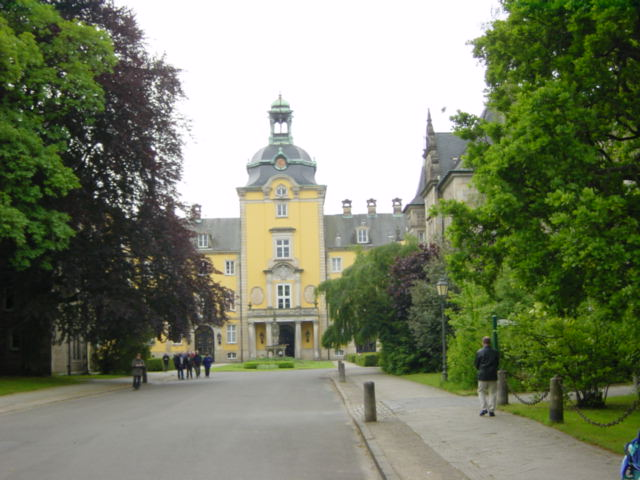
Slot Bückeburg
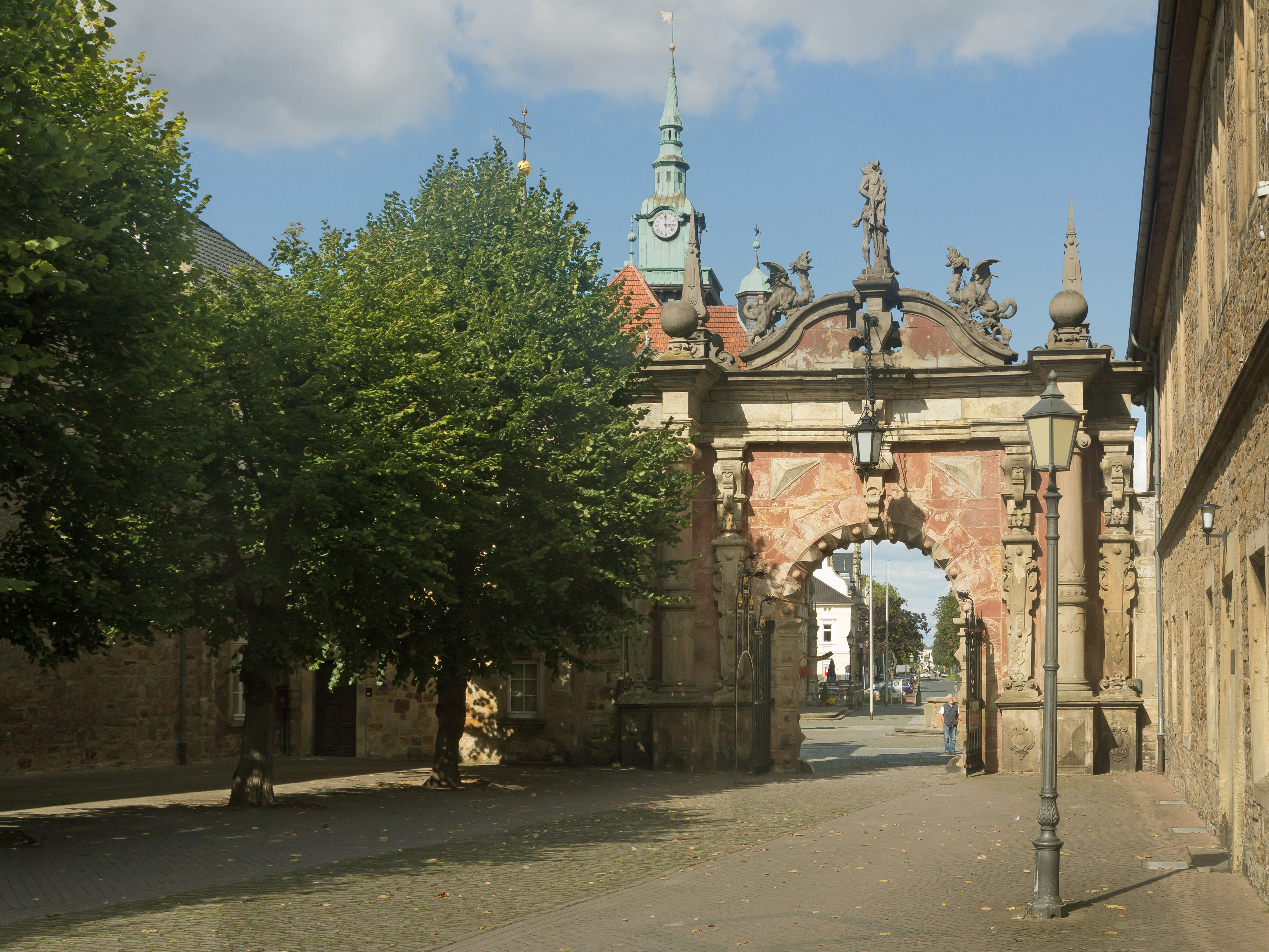
Poort van Bückeburg
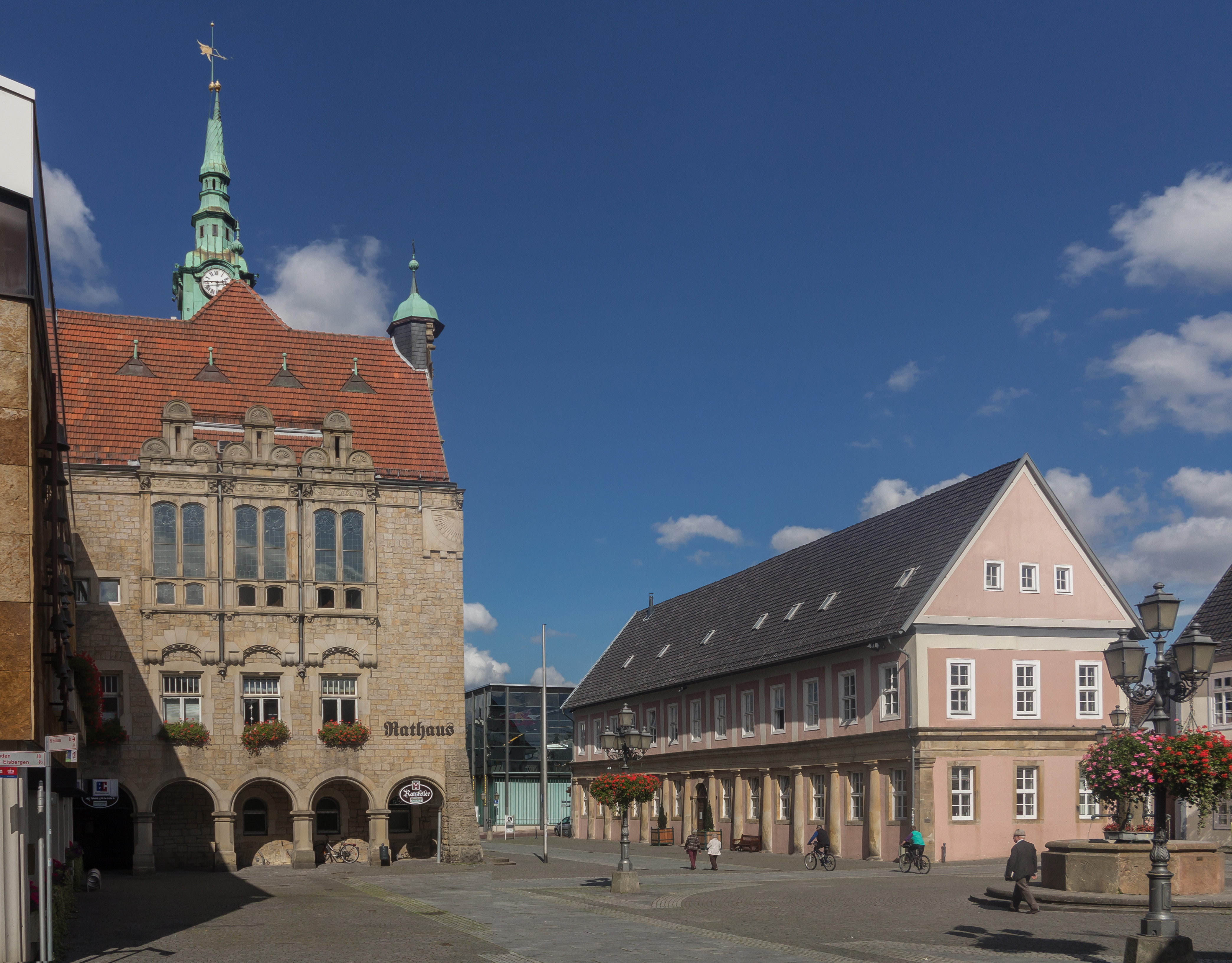
Stadhuis (1906)
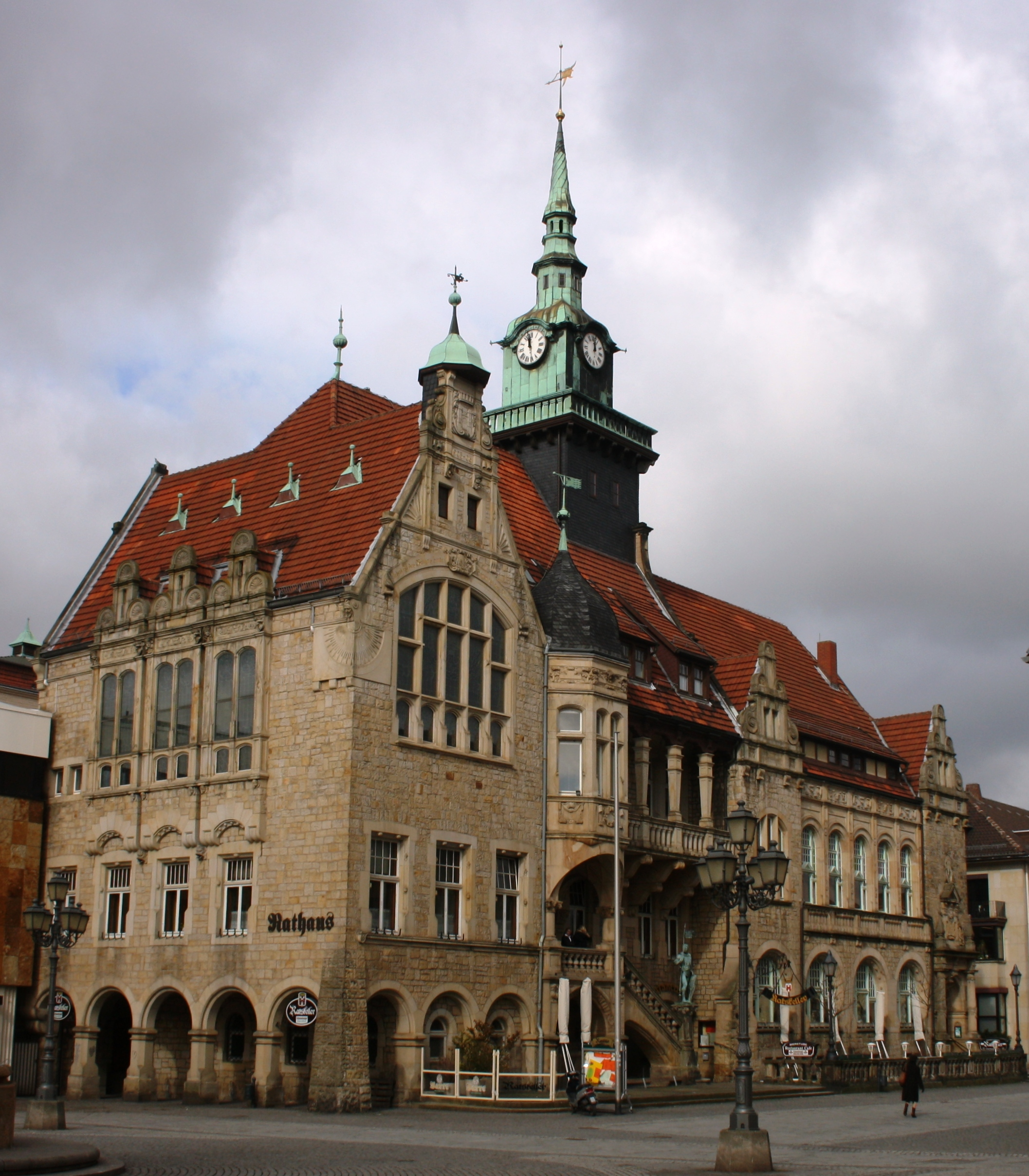
Stadhuis (2)
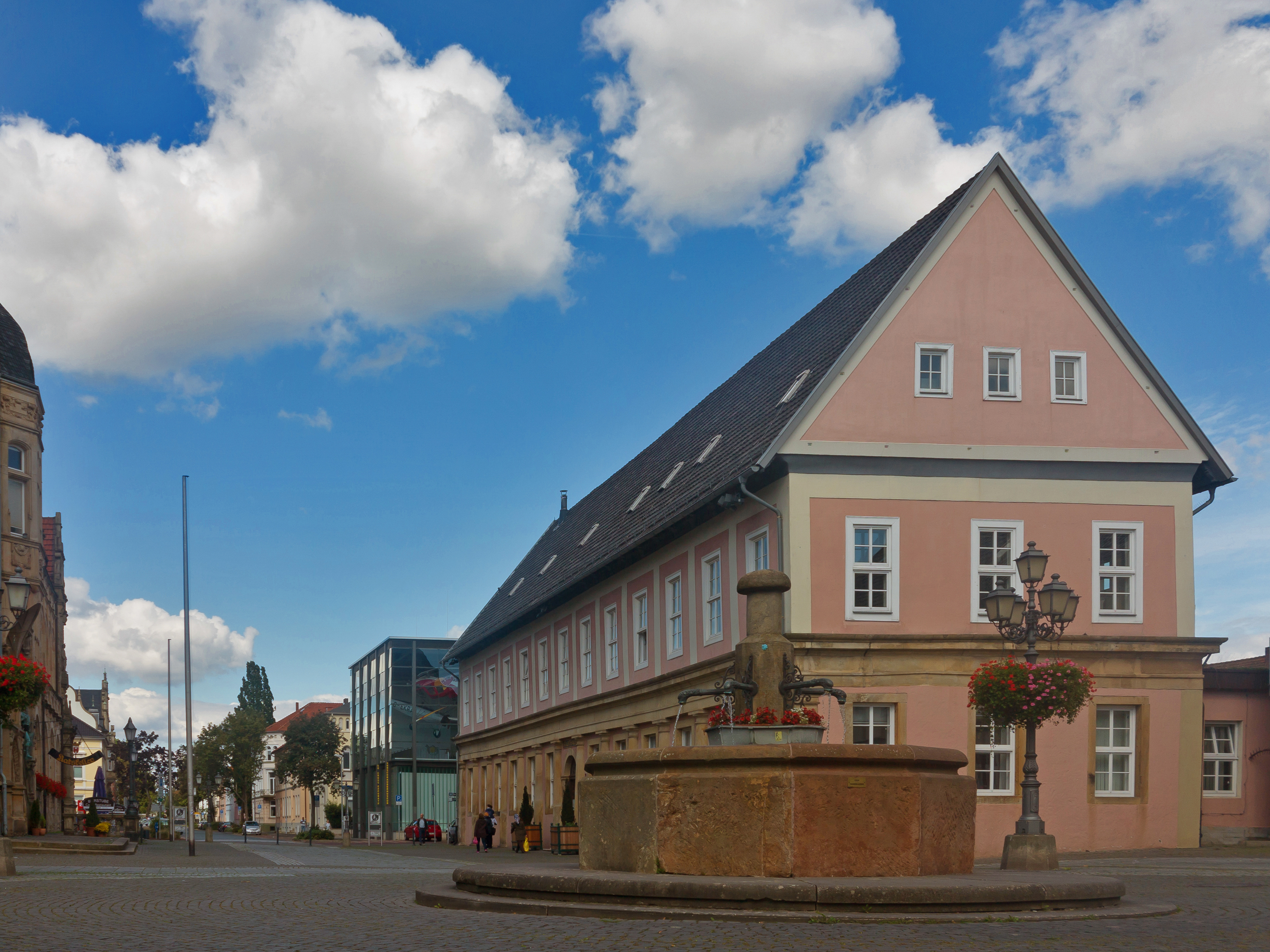
De Marktplatz
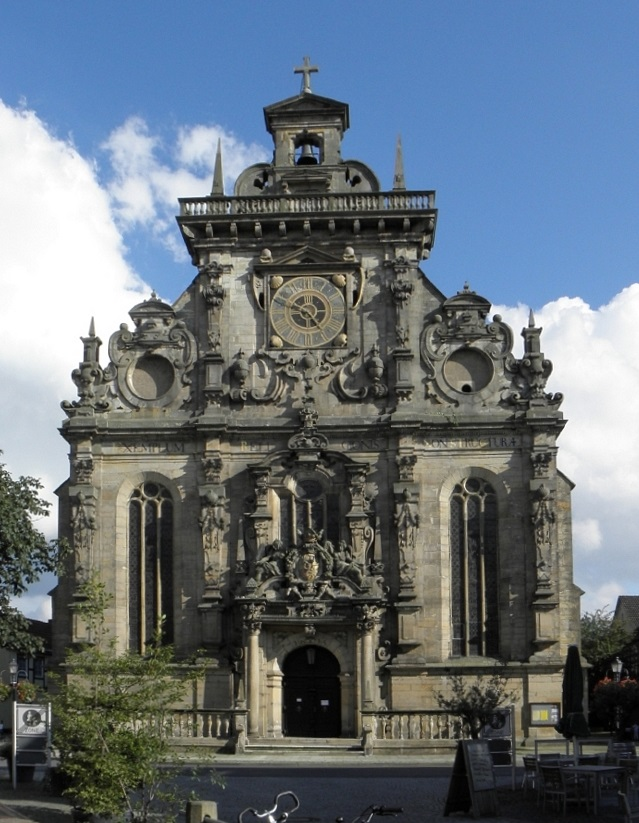
De stads- of residentiekerk
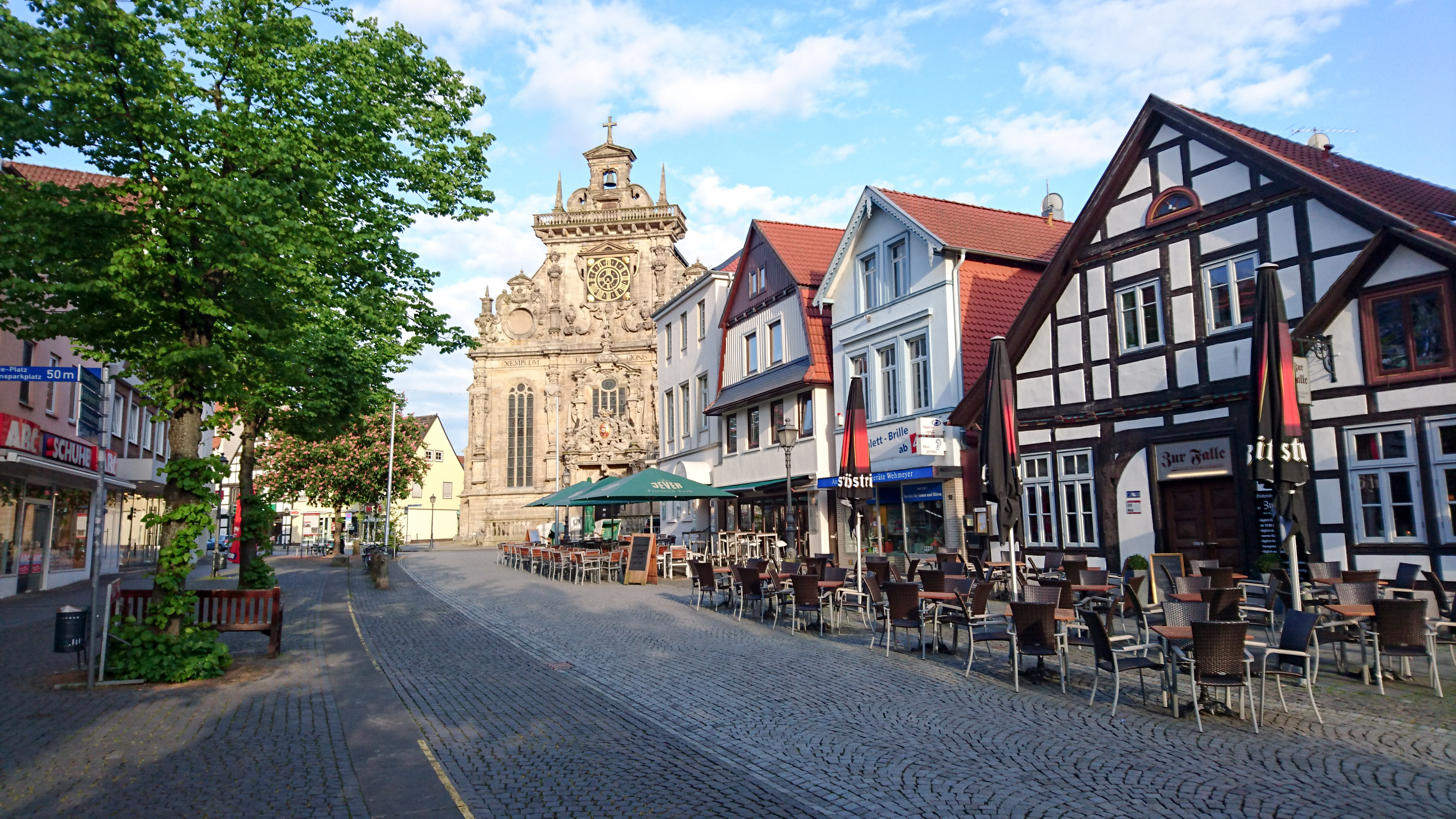
De Lange Straße
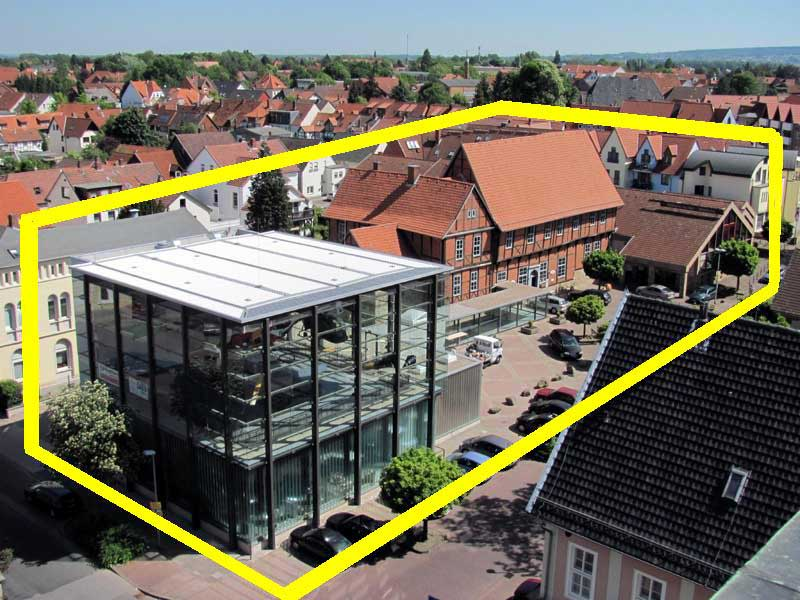
Helikoptermuseum (Hubschraubermuseum) na de uitbreiding in 2011
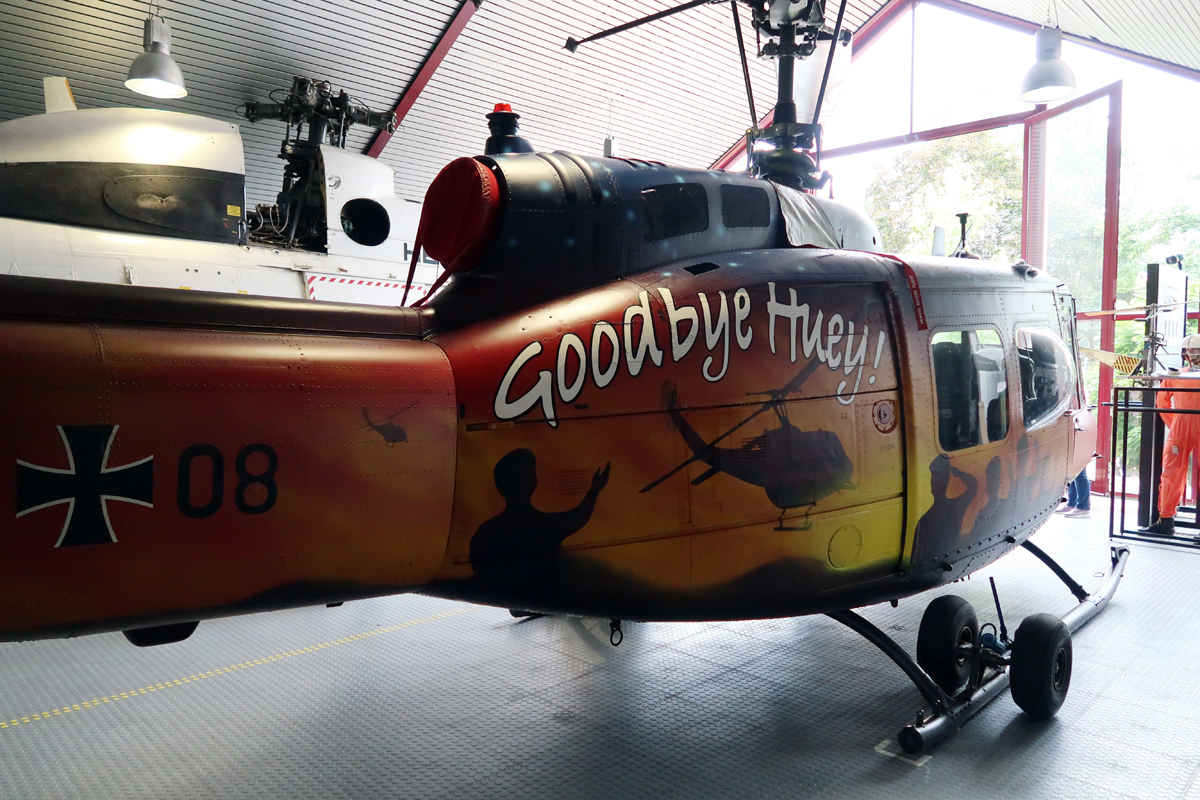
Helikopter Bell UH-1 Iroquois (ca. 1958) in dit museum
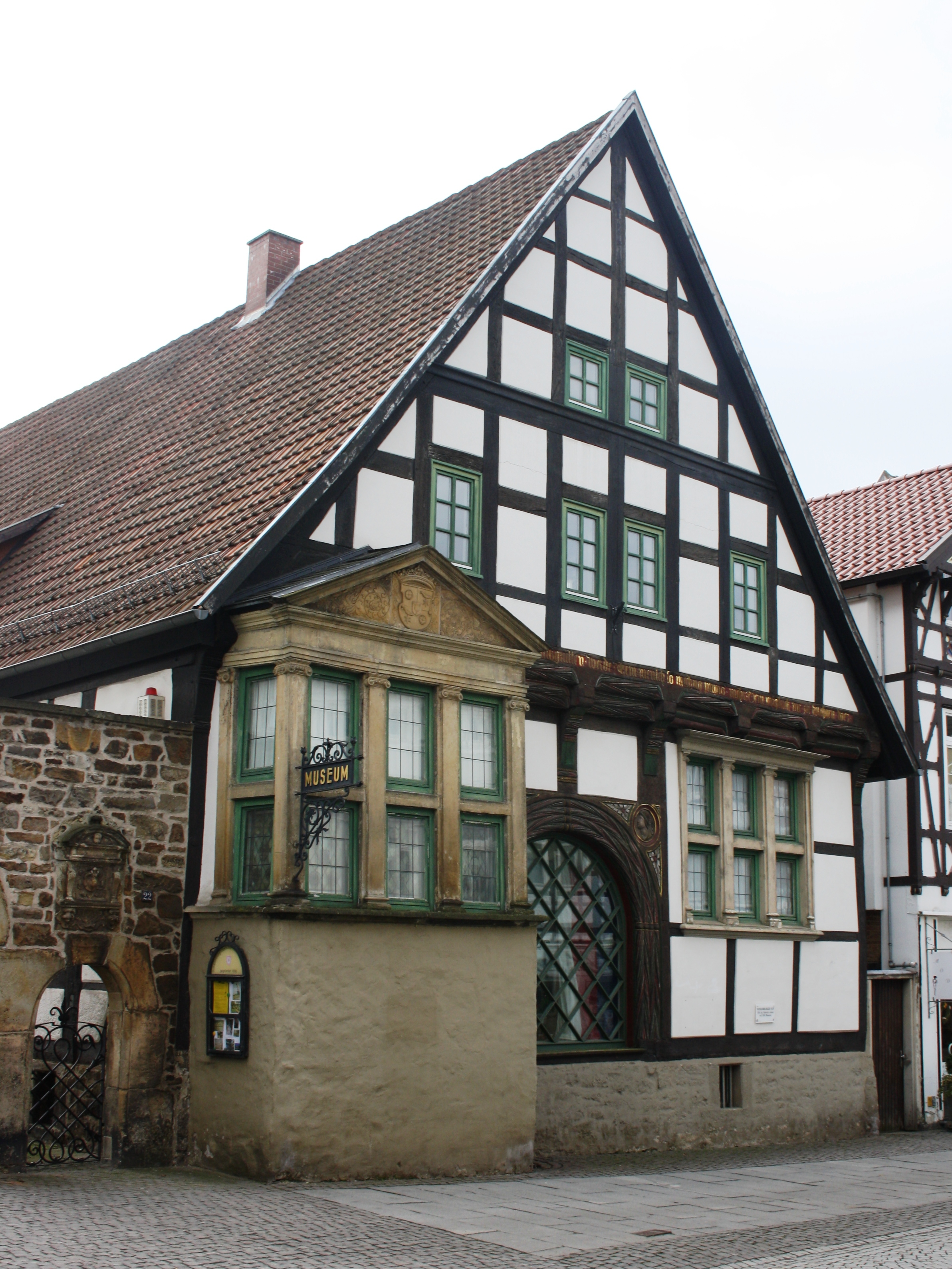
Gebouw Schaumburger Hof, Lange Straße 22 (museum)
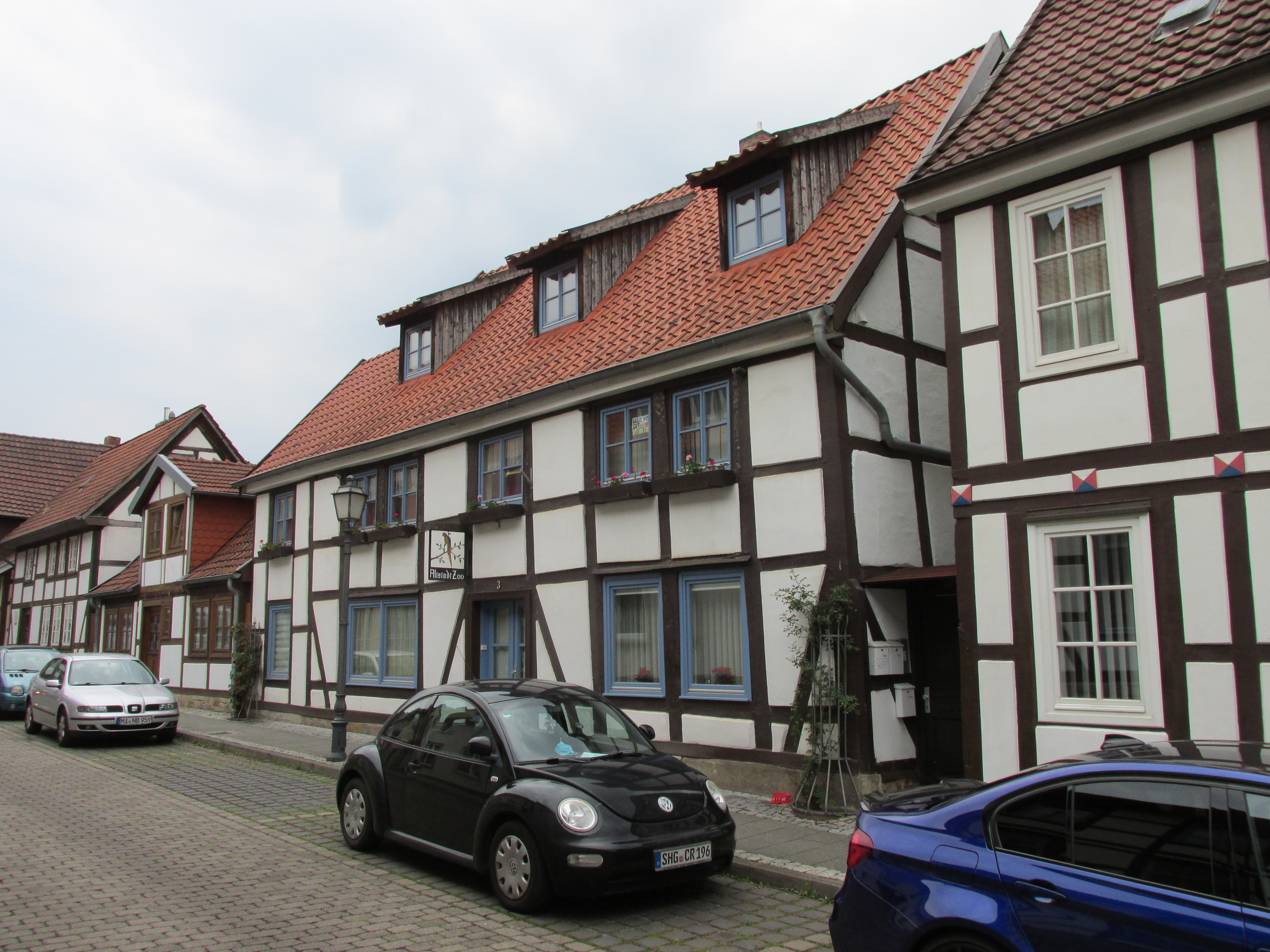
Vakwerkhuizen aan de Neue Straße
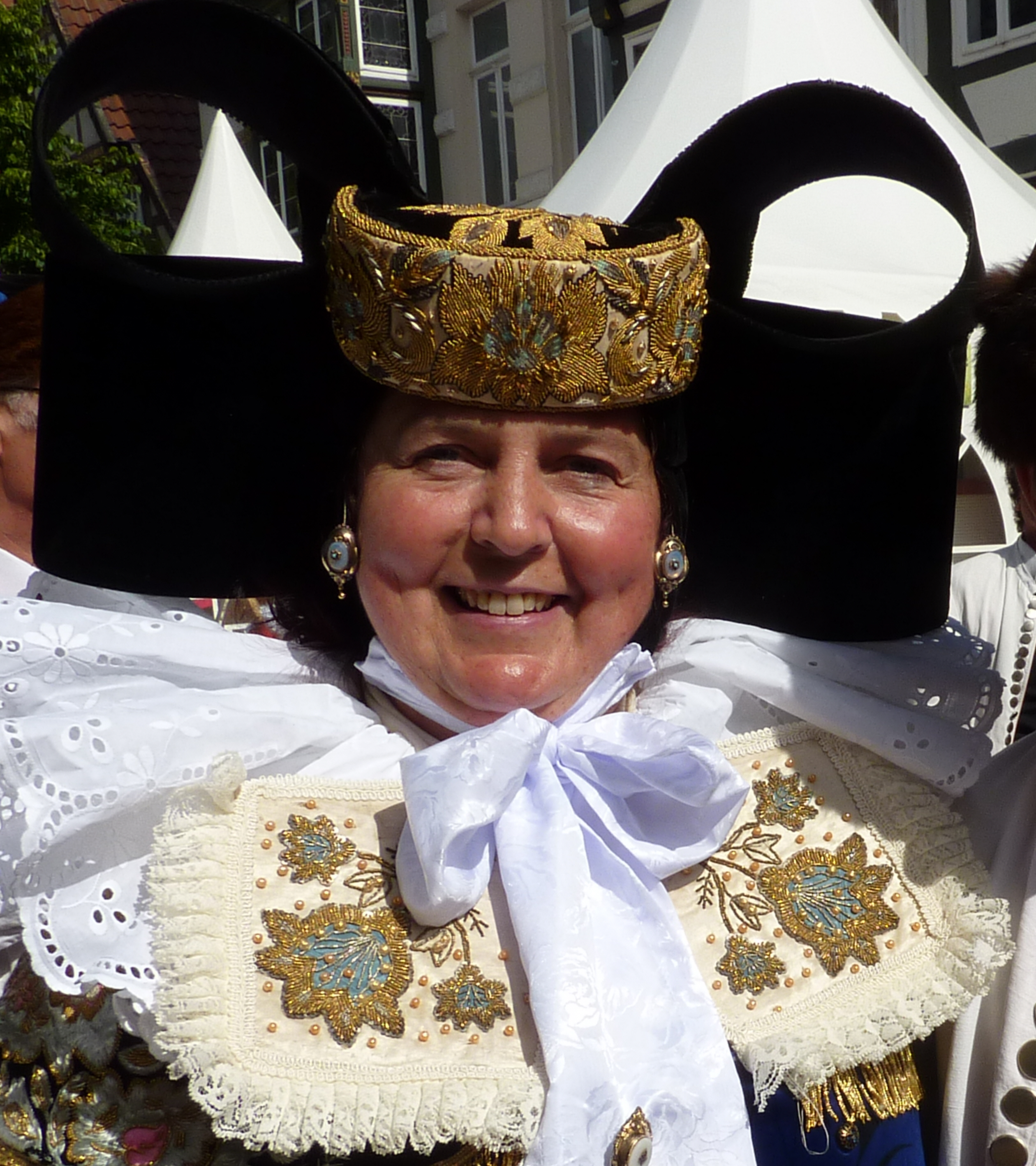
Klederdracht van Bückeburg
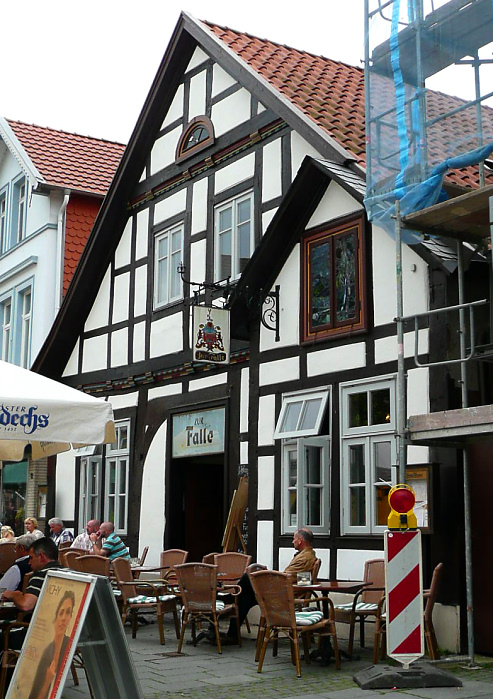
Café Zur Falle, van 1907-1909 het stamcafé van Hermann Löns
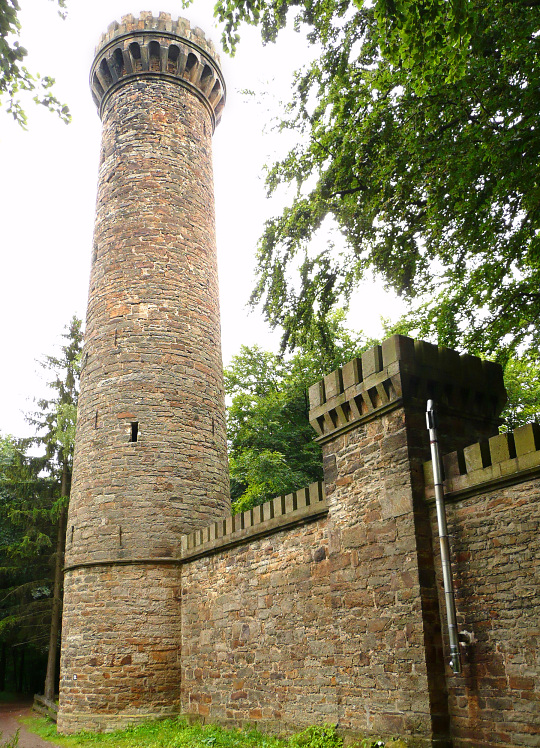
Ida-toren (Idaturm) op de heuvel Harrl
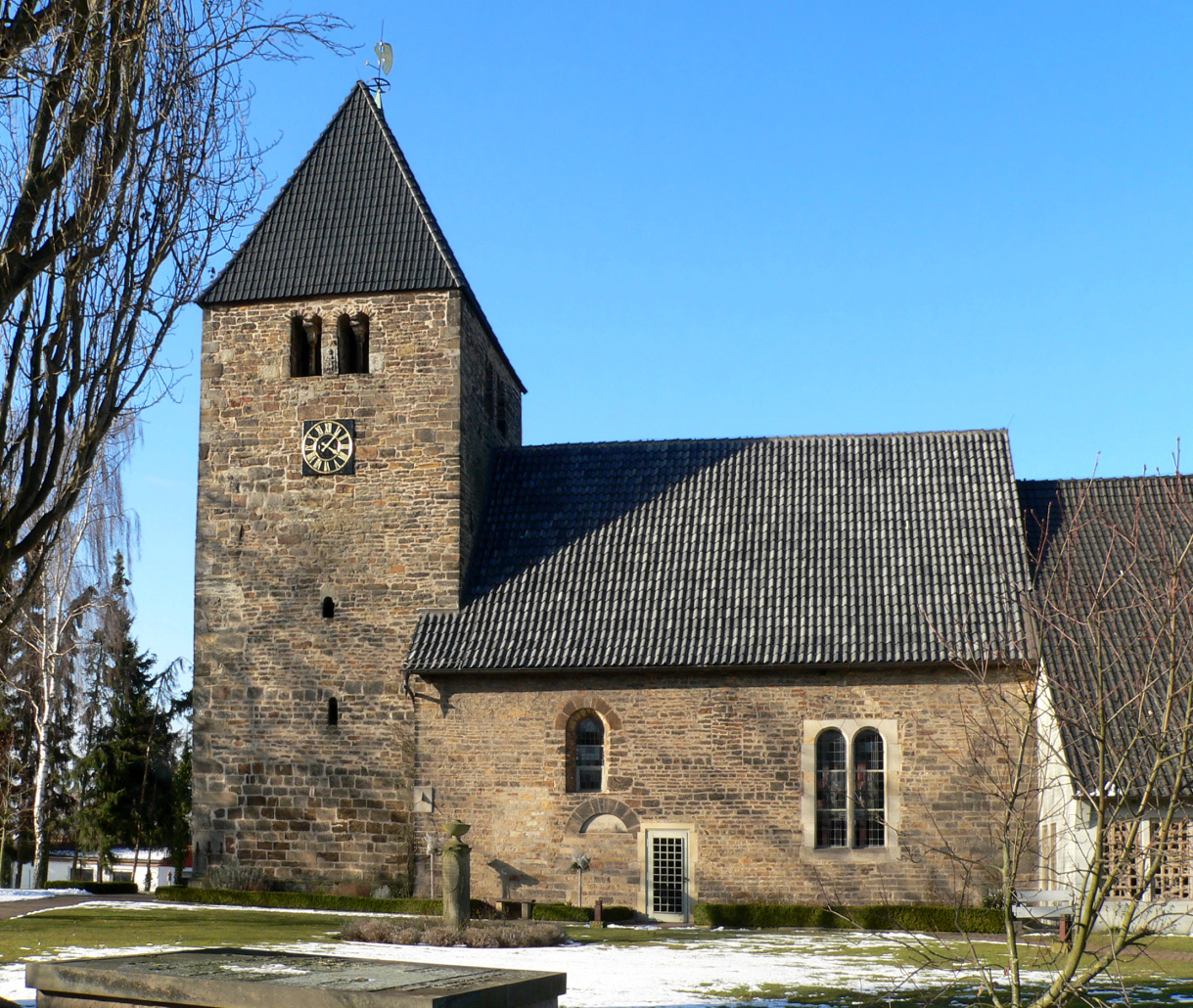
Petzen, Cosmas- en Damianuskerk
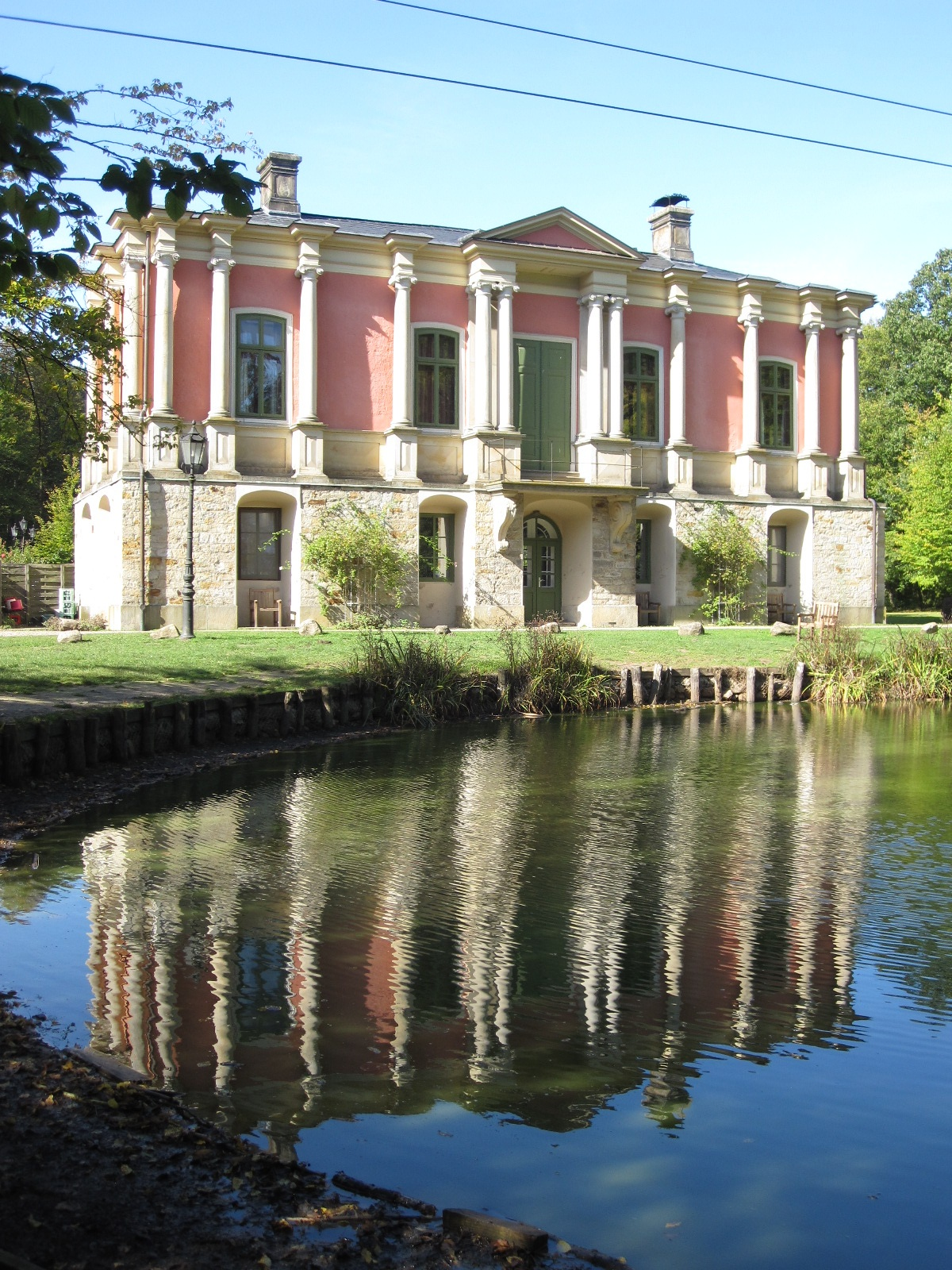
Voormalig jachtslot Baum
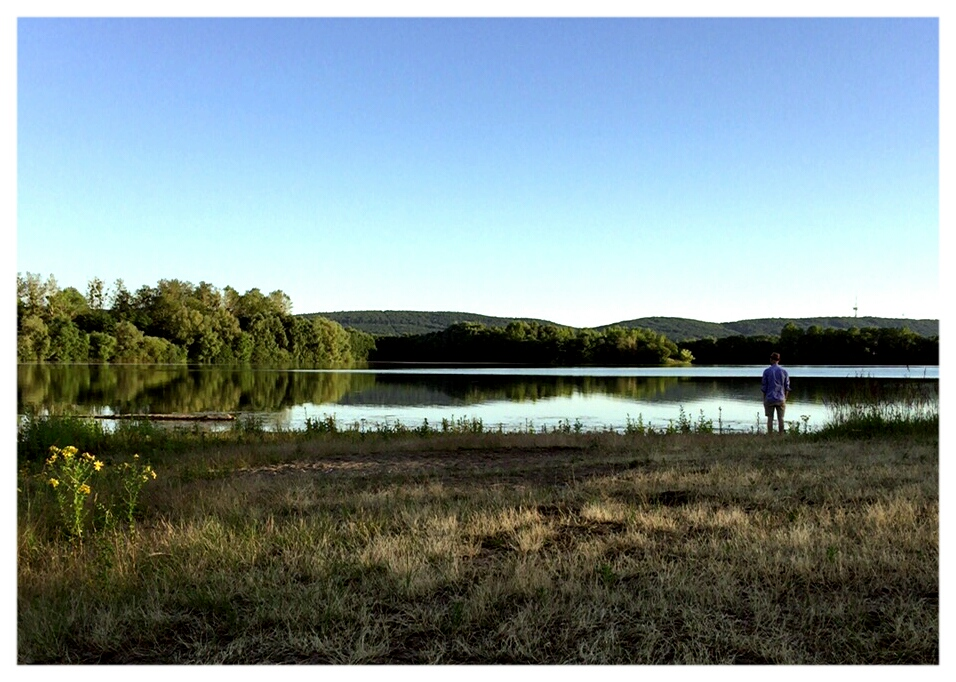
De Gevattersee